# 钩齿鼠李
钩齿鼠李（学名：Rhamnus lamprophylla）为鼠李科鼠李属下的一个种。